# Дом вице-короля (фильм)
Дом вице-короля (англ. Viceroy's House) — британско-индийский исторический фильм-драма 2017 года, поставленный режиссёром Гуриндер Чадха. Премьера ленты состоялась 12 февраля 2017 года на 67-м Берлинском международном кинофестивале, где она была показана во внеконкурсной программе. Фильм был выпущен в Великобритании 3 марта того же года, так как в Индии был выпущен 18 августа того же года через три дня после 70-го дня независимости под названием 1947: Partition в хинди-язычном дубляже. Фильм вышел в мировом прокате 1 сентября того же года.

## Сюжет
В 1947 году британское колониальное господство в Индии подходит к концу. Правнук королевы Виктории лорд Маунтбеттен получает пост последнего вице-короля и переезжает со своей женой и дочерью на шесть месяцев в дом вице-короля в Дели. Ему предстоит следить за переходом страны к независимости. Маунбеттен занимает лучшие этажи особняка, принадлежащие британским правителям, тогда как 500 индуистских, мусульманских и сикхских слуг ютятся в нижней части дома.
Показаны тяготы народа в период раздела страны.

## В ролях
- Хью Бонневилль — лорд Луис Маунтбеттен
- Джиллиан Андерсон — леди Эдвина Маунтбеттен
- Маниш Дайал — Джиит Кумар, прислуга лорда
- Хума Куреши — Алия Нур, возлюбленная Джита
- Майкл Гэмбон — лорд Лайонел Исмей
- Ом Пури — Али Рахим Нур, отец Алии
- Дэвид Хейман — Эварт
- Саймон Кэллоу — Сирил Рэдклифф
- Дензил Смит — Мухаммед Али Джинна
- Нирадж Каби — Махатма Ганди
- Танвир Гани — Джавахарлал Неру
- Лили Трэверс — Памела Маунтбеттен, дочь лорда Луиса и Эдвины
- Джаскиранджит Деол (Джаз Деол) — Дулип Сингх
- Арунодай Сингх — Асиф
- Роберта Тейлор — мисс Рединг
- Даршан Джаривала — Гуптаджи
- Тришаан — Фаррух
- Радж Зутши — шеф-повар
- Раджа Самар Сингх Сарила — Саед Мохаммад Ахсан
- Сара-Джейн Диас — Сунита, подруга Алии
- Самрат Чакрабарти — Мухсин

## Саундтрек
| №                   | Название                   | Исполнители                | Длительность |
| ------------------- | -------------------------- | -------------------------- | ------------ |
| 1.                  | «Viceroy's House»          | А. Р. Рахман               | 2:39         |
| 2.                  | «Displacement»             | A. R. Rahman               | 2:35         |
| 3.                  | «Swearing In»              | A. R. Rahman               | 2:34         |
| 4.                  | «Jinnah Meets Mountbatten» | A. R. Rahman               | 1:21         |
| 5.                  | «Limerence»                | A. R. Rahman               | 1:39         |
| 6.                  | «Gandhi»                   | A. R. Rahman               | 1:09         |
| 7.                  | «Pamela and Alia Bond»     | A. R. Rahman               | 1:24         |
| 8.                  | «Dickie Is the Man»        | Rekha Sawhney              | 3:06         |
| 9.                  | «Two Broken Hearts»        | A. R. Rahman               | 3:13         |
| 10.                 | «Ahimsa»                   | Rekha Sawhney              | 2:46         |
| 11.                 | «The Partition»            | Rekha Sawhney, Anand Bhate | 3:59         |
| 12.                 | «Classified»               | A. R. Rahman               | 2:18         |
| 13.                 | «The Birth of Two Nations» | A. R. Rahman               | 3:29         |
| 14.                 | «Exodus»                   | Rekha Sawhney, Anand Bhate | 4:04         |
| 15.                 | «Jeet Finds Alia»          | A. R. Rahman               | 3:03         |
| 16.                 | «The Cost of Freedom»      | A. R. Rahman               | 5:07         |
| Общая длительность: | Общая длительность:        | Общая длительность:        | 44:43        |

### Дополнительные песни
Также помимо музыкальных тем, в фильме добавлены три песни, которые можно услышать только в хиндиязычном дубляже фильма.
| №                   | Название                 | Исполнители            | Длительность |
| ------------------- | ------------------------ | ---------------------- | ------------ |
| 1.                  | «Do Dilon Ke»            | Шрея Гхошал, Харихаран | 4:45         |
| 2.                  | «Duma Dum Mast Kalander» | Hans Raj Hans          | 3:30         |
| 3.                  | «Jindwa»                 | Hans Raj Hans          | 3:36         |
| Общая длительность: | Общая длительность:      | Общая длительность:    | 11:51        |